# بودیا سینگ
بودیا آووگا سینگ (انگلیسی: Budhia Awooga Singh، اوریه‌ای ବୁଦ୍ଧିଆ ସିଂ؛ زادهٔ ۲۰۰۲) یک پسر اهل هند و جوان‌ترین دوندهٔ دو استقامت جهان است. او که در اودیسا به‌دنیا آمد در کودکی موفق شد مسابقه ۲۶ مایلی ماراتن را به اتمام برساند.
این کودک که در سه ماهگی پدر خود را از دست داد و توسط مادرش به مبلغی معادل ۱۱ دلار به یک خانواده روستائی فروخته شد. آنها به عنوان مجازات هر خطایی او را مجبور می‌کردند دور روستا را بدود و آخرین بار به خاطر خوردن نان زیادی مجبور شده بود دور روستا را ۴ بار بدود که ۳۰ کیلومتر می‌شد. تیم پزشکی که وی را آزمایش کرد اعلام کرد او به سائیدگی مفاصل دچار است و رشد استخوان‌های او در آینده با مشکل روبرو خواهد شد.
بودیا در سن ۴ سالگی فاصلهٔ ۶۵ کیلومتر (۴۰ مایل) بین پوری تا بوبانسور را در مدت هفت ساعت و دو دقیقه دوید و نامش به عنوان جوانترین دوندهٔ ماراتن جهان در فهرست کتاب رکوردهای لیمکا ثبت شد.
این کودک، موضوع فیلم ورزشی-زندگی‌نامه‌ای بودیا سینگ - زاده‌شده برای دویدن محصول ۲۰۱۶ میلادی هند قرار گرفت. فیلم برندهٔ جایزهٔ ملی فیلم هند برای بهترین فیلم کودکان شد.